# Franz Fister
Franz Fister (* 15. Juli 1886 in Eisendorf; † 18. November 1971) war ein hessischer Politiker (SPD) und ehemaliger Abgeordneter des Hessischen Landtags.

## Ausbildung und Beruf
Franz Fister machte nach dem Besuch der Volksschule eine Tischlerlehre und war als Tischlergehilfe in Österreich und Deutschland tätig. Nach dem Besuch von Ausbildungskursen in der Arbeitsverwaltung war er seit 1918 Vorsteher des Bezirksarbeitsamtes Tetschen. 1938 wurde er entlassen und durch die SS verhaftet. 1941 bis 1945 arbeitete er als Hilfsarbeiter. Ab Mai 1945 war er wieder als Arbeitsamtsvorsteher tätig. Nach 1945 wurde er zweimal von den Tschechischen Behörden verhaftet und kam nach der Vertreibung 1946 nach Wabern (Kreis Fritzlar-Homberg).

## Politik
Franz Fister war seit 1902 Mitglied der SPD und in seiner Partei fünfzehn Jahre lang erster Bezirksvorsitzender. Nach der Vertreibung war er seit 1946 wieder für die SPD in Wabern tätig und Mitglied des Landesflüchtlingsbeirates. Kommunalpolitisch war er als Mitglied der Gemeindevertretung Wabern und des Kreistags Fritzlar-Homberg tätig. Vom 23. Januar 1951 (als Nachrücker für Fritz Precht) bis zum 30. November 1954 war er Mitglied des Hessischen Landtags und 1954 Mitglied der 2.  Bundesversammlung.

## Sonstige Ämter
Franz Fister war Gründer und Vorstandsmitglied des Verbandes der Holzarbeiter, des Verbandes der öffentlichen Angestellten und der Arbeiter-Kinderfreundebewegung in Böhmen. Er bekleidete zahlreiche andere Ehrenämter im Bezirk Tetschen.

## Ehrungen
- 1953: Verdienstkreuz am Bande der Bundesrepublik Deutschland